# Cyprinella caerulea
Cyprinella caerulea је зракоперка из реда Cypriniformes и фамилије Cyprinidae.

## Угроженост
Ова врста се сматра рањивом у погледу угрожености врсте од изумирања.

## Распрострањење
Врста има станиште у Сједињеним Америчким Државама.

## Станиште
Станиште врсте су слатководна подручја.